# Сугдейська архієпархія
Сугдейська архієпархія  (лат. Archidioecesis Sugdaea) — закрита кафедра Константинопольського патріархату та титулярна кафедра католицької церкви.

## Історія

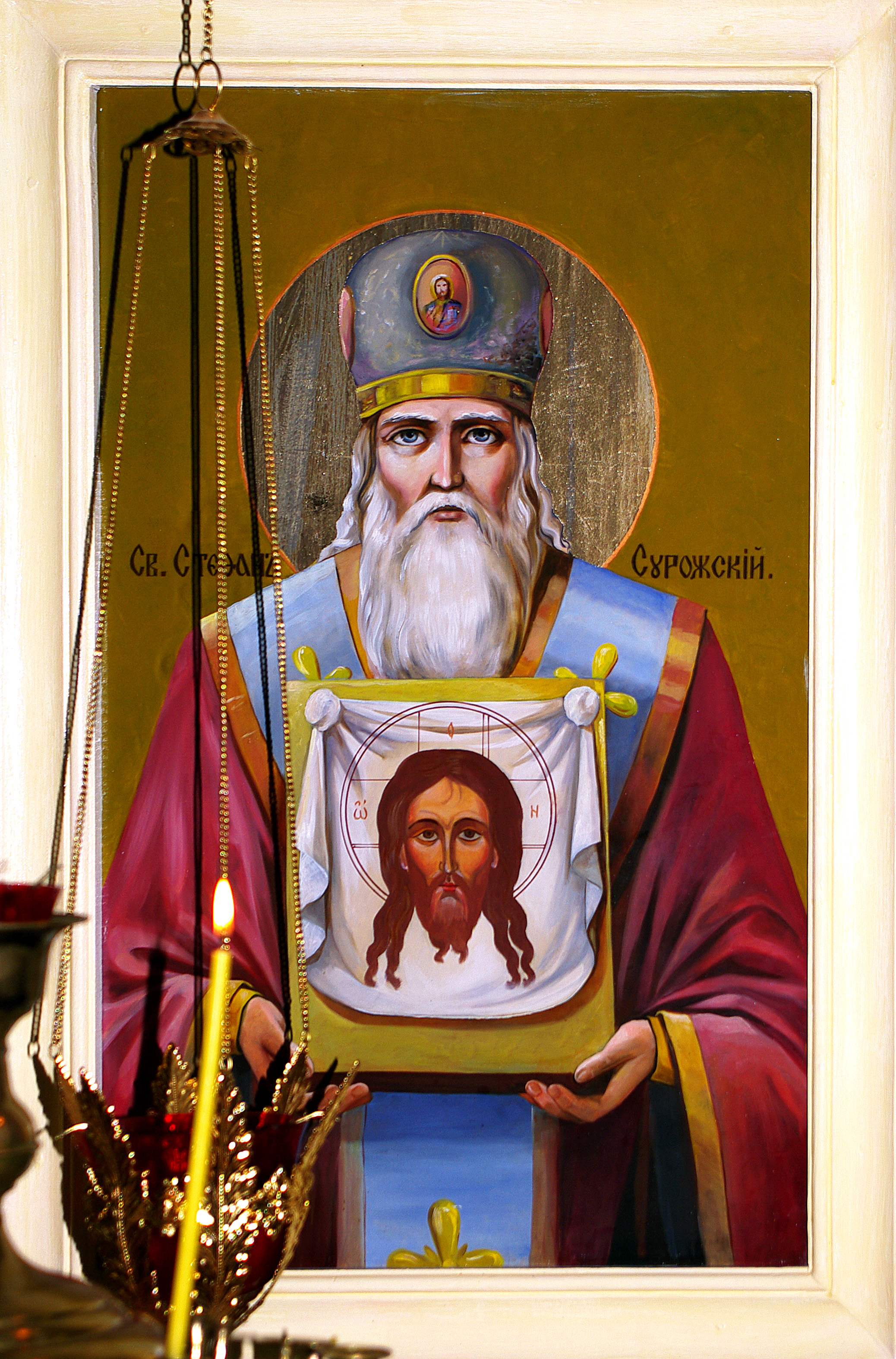
Ікона святого Стефана Судацького, мученика іконоборчої доби.

Сугдея, по- грецьки Σουγδίας, що відповідає місту Судак у Криму, є стародавнім архієпископством римської провінції Зехія у Константинопольському патріархаті.
Реєстрація задокументована в Notitiae Episcopatuum патріархату з ІХ століття до кінця XIV століття, спочатку як автокефальна архієпархія, а потім, у XIV столітті, як митрополія без суфраганів. Notitiae Episcopatuum XII / XIII століття свідчать про союз Сугдеа з резиденцією Фуллі з ім'ям Сугдуфолой.
Першим відомим єпископом цієї стародавньої єпископської кафедри є святий Стефан, який жив в епоху іконоборства в період між 680/705 і 750/775 роками. Народився в Каппадокії, в молодому віці залишився сиротою, переїхав вчитися спочатку в Афіни, а потім в Константинополь, де вступив до монастиря. Після смерті єпископа Сугдеї він був обраний духовенством, зібраним на синоді, його наступником; ці вибори затвердив патріарх Герман I (715-730). За правління імператора Льва III Ісавріка (717-741) зазнав переслідувань іконоборців і ув'язнення.
Є три описи життя святого Стефана. Два з них, вірменський і давньослов’янський, згадують про іншого архієпископа Сугдеї, Філарета, висвяченого Стефаном I. На печатці відоме ім’я Петра, ἀρχιεπισκόπῳ Σουγδίας, який жив близько Х століття.
Соборні та синодальні джерела дозволяють нам знати імена різних прелатів Сугдеї. Першим з них є Стефан II, якого деякі автори ототожнюють з одноіменним святим, який брав участь у другому Нікейському соборі 787 року. Архієпископи Сугдопулойський брали участь у патріарших синодах 1117, 1168 і 1169 років.
Візантійські архієпископи відомі до XIV ст. У цей же період місто Судгея, яке венеційці називали Солдайя, стало генуезьким володінням, і тут була зведена єпархія латинського обряду — єпархія Солдая.
З 1933 року Сугдея входить до числа титулярного архієпископського престолу Католицької Церкви; місце було вакантним з 7 грудня 1970 року. Цей титул був присуджений лише одного разу, єзуїту Томасу Робертсу, архієпископу Бомбею, що йшов у відставку.

## Хронотаксис

### Грецькі архієпископи
- Святий Стефан I † (перша половина 8 ст .)
- Філарет † (друга половина 8 ст .)
- Стефан II † (згадка 787 р.)
- Петро † (друга половина 10 ст .)
- Костянтин † (згадується в 997 р.) [8]
- Арсеній † (згадується 1028 р.) [9]
- Анонім † (згадується 1086 р .) [10]
- Теодор † ( згадується 1275/1282 )
- Євсевій † (середина 14 ст .)

### Титулярні архієпископи
- Томас Робертс, SI † (4 грудня 1950 - 7 грудня 1970 звільнений)

## Пов'язані елементи
- Солдайська єпархія

## Зовнішні посилання
- (англ.) La sede titolare su Catholic Hierarchy
- (англ.) La sede titolare su Gcatholic